# قطاع شبكي

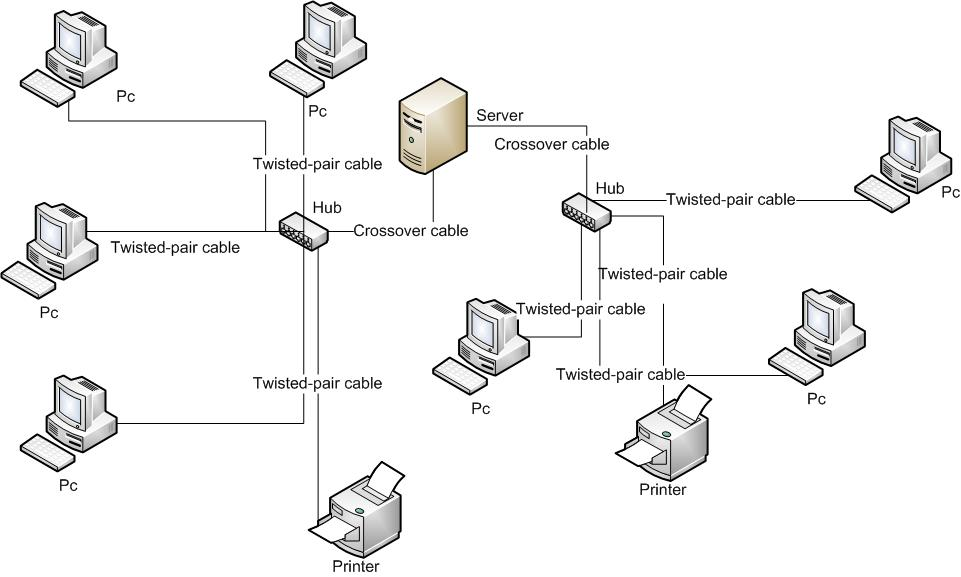

المقطع الشبكي، (بالإنجليزية: Network segment)‏، هي عبارة عن جزء من شبكة حواسيب مفصولة عن بقية الشبكة، عن طريق جهاز ما. قد يكون هذا الجزء من الشبكة مفصول عن طريق (repeater, hub, bridge, switch or router).
وكل قسم (segment) قد يحتوي جهاز أو أكثر أو طرفيات آخرى.

## أنواع التقسيم
نوع التقسيم يختلف تبعاً لنوع الجهاز المستخدم. على سبيل المثال:الجسر(جسر (ممر)) يفصل مجال التصادم في حين router يقوم بفصل نطاق التصادم ونطاق التعميم.
نطاق التصادم هو منطقة منطقية حيث من الممكن لطرد معلومات أن يتصادم مع آخر.والتصادم يحدث عندما يوجد جهازين أو أكثر على الشبكة يقوموا بالمحاولة لإرسال إشارة على قناة الإرسال في نفس الوقت، والنتيجة في هذه الحالة ستكون إشارة مشوهة.
أما نطاق التعميم فو عبارة عن جزء من الشبكة من الممكن الوصول له عبر رسالة معممة وهي عبارة عن نقل متزامن لرسالة لجميع الطرفيات، أو أجزاء.
كل مقطع شبكي يدعم برتوكول أداة وصول مفرد وعرض معطيات محدد.إضافة طرفيات على المقطع الشبكي سيؤدي إلى تقسيم عرض المعطيات.ازدحام مقاطع الشبكة ستؤدي إلى مصطلح معروف باسم congestion، والذي من نتائجه الوصل لأداء منخفض.
كل مقطع شبكي يملك (مبدل (شبكات) switch) أو (hub) خاصته. في معظم الحالات المجال من حزمة بروتوكولات الإنترنت (IP addresses) المتتالي، سوف يأخذ IP متتالي.

## فوائد التقسيم
ربما، تكمن الفائدة الكبرى من الحصول على عدة مقاطع شبكية من وجود جميع الطرفيات على خط واحد.المقطع الضخم هو القادر على تحمل الزيادة في الرسائل(أي بتادل المعلومات)على الشبكة.عند تقطيع شبكة يجب أن يكون هناك مراعاة لوضع أعلى سعة ممكن أن تتحملها الشبكة وذلك لوضع أجهزة لا تتصل مع بعضها البعض بشكل طبيعي في المقاطع المختلفة من الشبكة.
وهناك سبب آخر مهم للتقطيع وهو الحماية.في حال قام أحد القراصنة بالوصول إلى جهاز ضمن القطع الشبكي فإن فقط بقية الأجهزة ضمن هذا المقطع سوف تكون في خطر.على الرغم من استخدام الswitch عوضا عن ال موزع أنه سوف يقلل من تأثير انتثار sniffing الطرود (محاولة معرفة الطرود المارة من خلا شبكة ما) أيضا ‘نه من الممكن أن يحبط المحاولة للتحايل على أمن ال مقلاد.
ومن ناحية آخرى فإن التقطيع يتيح كافة فوئد الإدارة والتنظيم ووضع كافة الطرفيات على شبكة واحدة وعزل كافة الأقسام عن أماكن محظور الدول إليها.وكل مقطع سوف يكون محمي من أآخر عن طريق استخدام ال جدار حماية أو ما يسمى الجدران النارية، كل واحد سوف يكون مشغول بمجموعتها من القوانين، وفي هذه الأثناء فإن المعطيات يجب أن تمرر خلال من المقاطع.

## أمثلة توضيحية
على سيبل المثال في حالة الشبكات المقطعة وتتضمن إدارة (فإن جدول الرواتب والمعلومات الشخصية غير متاحة لموظف عادي).وأيضا في المعاهد التعليمة(إن الطلاب غير قادرين على الوصول إلى المعلومات الشخصية لطلاب آخرين أو التغيير في علامتهم).